# Mission française des fouilles de Tanis
La Mission française des fouilles de Tanis (MFFT) est une équipe française de recherche en archéologie sur le site de Tanis (Égypte).

## Historique
La mission française des fouilles de Tanis est fondée en 1964 par Jean Yoyotte au sein de l'École pratique des hautes études ; elle a pris sur le site de Tanis la suite des travaux de Pierre Montet qui y travailla de 1929 à 1956 avec quelques interruptions. La MFFT a été dirigée successivement par Jean Yoyotte (de 1965 à 1985), Philippe Brissaud (de 1985 à 2013) puis François Leclère (de 2013 à 2023).
Parmi les découvertes les plus importantes de la MFFT, on trouve celles de la nécropole royale de la Troisième Période intermédiaire dans le temple d'Amon (1939-1946), du lac sacré d'Amon (1948), du temple d'Amon d'Opé (1987) et du lac sacré du temple de Mout (2009).
La MFFT est dirigée par Frédéric Payraudeau depuis juillet 2023. Ses travaux s'intéressent à l'histoire et l'archéologie de la ville de Tanis, capitale de l’Égypte durant les XXIe, XXIIe et XXIIIe dynasties et métropole importante encore pendant la Basse époque et la période gréco-romaine.

## Description
La Mission française des fouilles de Tanis est rattachée à l'Équipe d'accueil 4519 de l’École pratique des hautes études, section des Sciences religieuses et bénéficie du soutien du Ministère français des affaires étrangères.

## Directeurs
- Avant sa création officielle : Pierre Montet
- 1965 - 1985 : Jean Yoyotte
- 1985 - 2013 : Philippe Brissaud
- 2013 - 2023 : François Leclère
- 2023 : Frédéric Payraudeau